# Anna Della Croce di Dojola
Anna Della Croce di Dojola (* 18. Mai 1943 in Pavia) ist eine italienische Diplomatin im Ruhestand.

## Studium
1965 schloss sie ein Studium der Politikwissenschaft an der Universität Pavia ab.

## Leben
1967 trat sie in den auswärtigen Dienst und wurde ab 1970 in der Abteilung Kulturbeziehungen beschäftigt. Anschließend war sie bis 1972 der Botschaft in Belgrad attachiert.
1983 wurde sie in der Mission gegenüber der FAO beschäftigt.
Anschließend wurde sie in der Abteilung Abrüstung und Atomwaffensperrvertrag beschäftigt.
1996 erhielt sie Exequatur als Generalkonsulin in Philadelphia.
Anschließend war sie Gesandtschaftsrätin in Berlin.
2004 wurde sie zum Ministre plénipotentiaire und arbeitete zum Thema Afghanistan in der Abteilung Asien und Ozeanien.
Von 2005 bis 13. Oktober 2007 war sie Sonderbeauftragte des Außenministers für Afghanistan.
Am 13. Oktober 2007 wurde sie zur Botschafterin in Stockholm ernannt, wo sie bis 2010 akkreditiert war.
Am 2. Juni 1999 wurde sie als Offizier in den Verdienstorden der Italienischen Republik aufgenommen.

“Io ambasciatrice lo sono stata per dodici anni, quando mio marito era capo missione in Canada. Adesso sono ambasciatore.”

„Ich war zwölf Jahre lang Botschafterin, als mein Mann (Valerio Brigante Colonna) Missionsleiter in Kanada war. Jetzt bin ich Botschafter.“